# Kancellistil
Kancellistil er en sproglig stil, som er kendetegnet ved en indviklet, vanskeligt forståelig skrivemåde. Tidligere benyttedes ordet kancellistil med neutral betydning om "den i skrivelser fra et kancelli eller andre myndigheder eller overhoveder i retslige og administrative udfærdigelser anvendte stil". Kancelli benyttes også indenfor humor hvor fx ordsprog som Gammel kærlighed ruster ikke bliver til Almenmenneskelige samhørighedsfølelser af ældre dato udviser sjældent - eller aldrig - begyndende tendens til oxidering. 
I kancellistil bliver tunge led tit placeret tidligt i sætningen, mens tunge led i talesprog plejer at komme sent i sætningen. Tunge led kan være lange eller komplekse, dvs. består af flere ord, eller være eller indeholde en ledsætning.:208 

## Eksternt link
- Vibeke Sandersen: Om kancellistil Arkiveret 9. juni 2007 hos  Wayback Machine